# 洪适
洪适（1117年—1184年），字景伯，号盘洲，饶州鄱阳县（今江西省鄱阳县古县渡镇）人。
洪皓长子，洪迈之兄。以父荫补修职郎。绍兴十二年（1142年），中博学宏词科。绍兴十三年（1143年），父亲洪皓从金国归来。因为洪皓抗逆秦桧，洪适出为台州通判。秦桧死后，洪适知荆门军。改知徽州，提举江东路常平茶盐，开始议论役法不均。宋孝宗时，官至司农少卿，乾道元年（1165年）十二月，拜尚书右仆射、同中书门下平章事兼枢密使，二年（1166年）三月而罢。淳熙十一年（1184年）薨，年六十八，谥文惠。喜欢收藏金石，并以此考证史传错讹。著作有《隶释》、《隶续》、《盘洲集》等。